# Fabricio Coloccini
Fabricio Coloccini (22. ledna 1982, Córdoba, Argentina) je bývalý argentinský fotbalista italského původu, který hrál v letech 2008 až 2016 za anglický klub Newcastle United FC. Vlastní i italský pas.
Koncem roku 2021 ukončil ve věku 39 let aktivní hráčskou kariéru.

## Přestupy
- z Boca Juniors do AC Milan za 7 500 000 eur
- z AC Milan do San Lorenza za 100 000 eur (hostování)
- z AC Milan do Deportivo Alavés za 750 000 eur (hostování)
- z AC Milan do Atlética Madrid za 100 000 eur (hostování)
- z AC Milan do Villarreal CF za 250 000 eur (hostování)
- z AC Milan do Deportiva La Coruña za 5 000 000 eur
- z Deportiva La Coruña do Newcastle United FC za 13 000 000 eur

## Statistika
| Klub                | Sezóna  | Liga   | Liga | Pohár  | Pohár | LM či EL | LM či EL | Celkem | Celkem |
| Klub                | Sezóna  | Zápasy | Góly | Zápasy | Góly  | Zápasy   | Góly     | Zápasy | Góly   |
| ------------------- | ------- | ------ | ---- | ------ | ----- | -------- | -------- | ------ | ------ |
| Boca Juniors        | 1998/99 | 2      | 1    | 0      | 0     | 0        | 0        | 2      | 1      |
| AC Milan            | 1999/00 | 0      | 0    | 0      | 0     | 0        | 0        | 0      | 0      |
| San Lorenzo         | 2000/01 | 19     | 3    | 0      | 0     | 0        | 0        | 19     | 3      |
| Deportivo Alavés    | 2001/02 | 33     | 6    | 0      | 0     | 0        | 0        | 33     | 6      |
| Atlético Madrid     | 2002/03 | 27     | 0    | 0      | 0     | 0        | 0        | 27     | 0      |
| FC Villarreal       | 2003/04 | 32     | 1    | 0      | 0     | 11       | 0        | 43     | 1      |
| AC Milan            | 2004/05 | 1      | 0    | 3      | 0     | 1        | 0        | 5      | 0      |
| Deportivo La Coruña | 2005    | 15     | 1    | 0      | 0     | 0        | 0        | 15     | 1      |
| Deportivo La Coruña | 2005/06 | 26     | 0    | 4      | 0     | 0        | 0        | 30     | 0      |
| Deportivo La Coruña | 2006/07 | 26     | 0    | 2      | 0     | 0        | 0        | 28     | 0      |
| Deportivo La Coruña | 2007/08 | 38     | 4    | 0      | 0     | 0        | 0        | 38     | 4      |
| Newcastle United    | 2008/09 | 34     | 0    | 4      | 0     | 0        | 0        | 38     | 0      |
| Newcastle United    | 2009/10 | 37     | 2    | 3      | 0     | 0        | 0        | 40     | 2      |
| Newcastle United    | 2010/11 | 35     | 2    | 2      | 0     | 0        | 0        | 37     | 2      |
| Newcastle United    | 2011/12 | 33     | 0    | 4      | 1     | 0        | 0        | 37     | 1      |
| Newcastle United    | 2012/13 | 22     | 0    | 1      | 0     | 7        | 0        | 30     | 0      |
| Newcastle United    | 2013/14 | 27     | 0    | 1      | 0     | 0        | 0        | 28     | 0      |
| Newcastle United    | 2014/15 | 32     | 1    | 4      | 0     | 0        | 0        | 36     | 1      |
| Newcastle United    | 2015/16 | 26     | 1    | 1      | 0     | 0        | 0        | 27     | 1      |
| Celkově             | Celkově | 465    | 22   | 26     | 1     | 18       | 0        | 509    | 23     |

## Úspěchy

### Klubové
- 3× vítěz argentinské ligy (1998, 1999, 2001)
- 1× vítěz Poháru Intertoto (2003)

### Reprezentační
- 1× na Mistrovství světa (2006)
- 1× na Copa América (2004 – stříbro)
- 1× na Letních olympijských hrách (2004 – zlato)
- 1× na Konfederačním poháru (2005 – stříbro)
- 1× na Mistrovství světa do 20 let (2001 – zlato)
- 1× na Mistrovství Jižní Ameriky do 20 let (2001 – stříbro)